# ナ・テジュ (詩人)
ナ・テジュ（나 태주、羅泰株、1945年3月16日- ）は、大韓民国の詩人である。小学校教師を務め、2009年7月01日から2017年6月30日までの公州文化院院長を歴任した。現在、公州草花文学館詩人である。
2010年代に韓国の複数のテレビドラマでナの詩が取り上げられたことをきっかけとして人気となった。

## 略歴
1971年にソウル新聞新春文芸に登壇し、1973年に初の詩集『竹やぶの下で』を出版した。2007年公州長岐初等学校校長を最後に定年退職し、2010年から2017年まで公州文化院院長を歴任した。代表的な詩に『草花』（풀꽃）がある。

## 学歴
- 公州師範学校 卒業
- 放送通信大学 学士
- 忠南大学教育大学院 教育学修士

## 著作（詩集）
代表的な詩としては、『草花』、『幸福』、『愛にこたえる』がある。
- 너도 그렇다〔きみも そうだ〕（2013年3年31日）
- 花を見るように君を見る（2015年6年20日）
  - 日本語訳版『花を見るように君を見る』（2020年、かんき出版、ISBN 978-4761275259）
- 죽기 전에 시 한 편 쓰고 싶다（2016年3月29日）
- 내인생에 힘이 되어준 시（2016年4月18日）
- 틀렸다 （2017年2月20日）
- 기죽지 말고 살아 봐（2017年2月24日）
- 이제 너 없이도 너를 좋아할 수 있다（2017年4月5日）
- 그 길에 네가 먼저 있었다（2018年2月5日）
- 너와 함께라면 인생도 여행이다（2020年6月30日）
- 사랑만이 남는다（2021年1月7日）
  - 日本語訳版『愛だけが残る』（2021年11月4日、かんき出版、ISBN 978-4761275785）
- 끝까지 남겨두는 그 마음（2021年7月28日）
  - 日本語訳版『あの人ひとりが この世のすべてだった頃』（2022年2月16日、KADOKAWA、ISBN 978-4046810076)
- 네가 웃으니 세상도 웃고 지구도 웃겠다（2021年8月6日）

## 受賞
- 1979年 - 第3回土の文学賞
- 2007年 - 忠清南道文化賞
- 朴龍來文学賞
- 黄条勤政勲章
- 2009年 - 第41回韓国詩人協会賞